# Aguada
A aguada, pintura a aguada, pintura lavada ou desenho lavado (também podendo aparecer pelos nomes em inglês, wash, e em francês lavis) é uma técnica pictórica que consiste em misturar em diferentes quantidades de água ou álcool diversas tintas, utilizando apenas uma cor que será diluída para obter diferentes intensidades da cor e conseguindo tonalidades mais espessas que a aquarela. Definida em alguns manuais básicos como "um tipo de têmpera" e também identificada com o guache, no Ocidente sua prática se originou no labor dos ilustradores e miniaturistas a partir da Idade Média, graças à melhora de qualidade de vários tipos de papel. Foi mencionada pelo renacentista Cennino Cennini em seu tratado sobre pintura, datado no ano 1437. Os principais museus de arte do mundo conservam exemplos de pintores da talha de Rembrandt, Francisco de Goya, Blake, e mais recentemente por artistas como Picasso. Sua maior projeção na qualidade e produção produziu-se de forma mais antiga no Extremo Oriente, em especial na China e Japão.

## Técnica

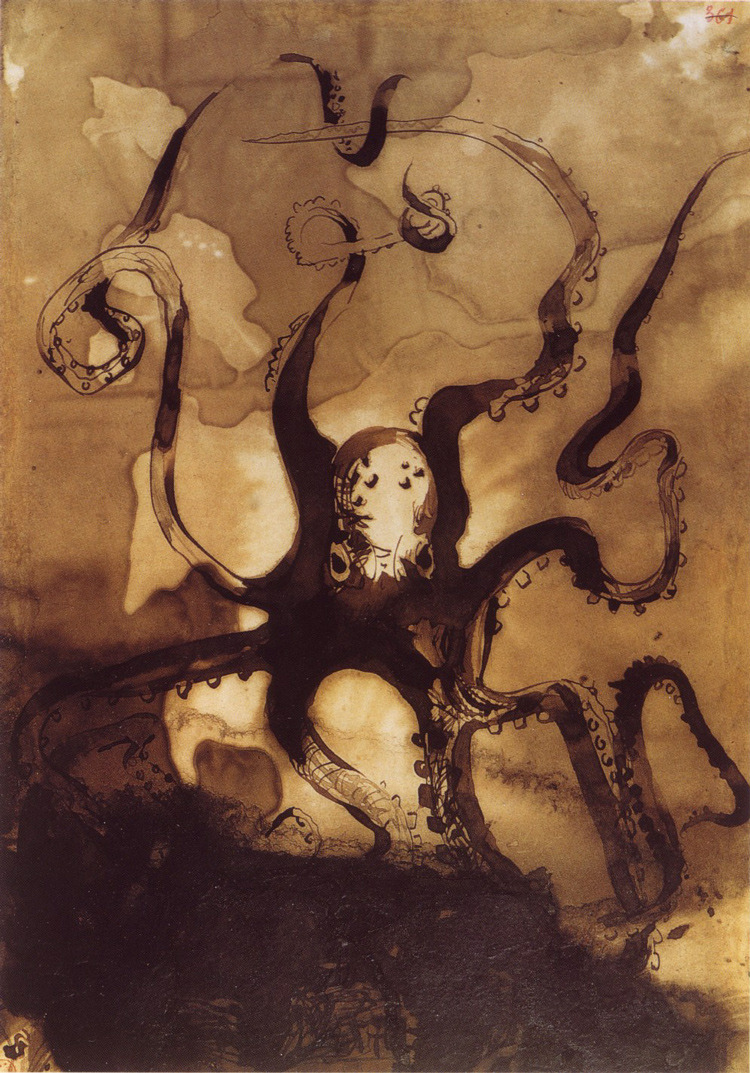
O poeta Victor Hugo utilizava a técnica do lavis, como mostra esta sua ilustração contemporânea de Les Travailleurs de la Mer.

A técnica da aguada (ou "à aguada") permite a utilização de uma ampla gama cromática a partir de uma única cor de base (normalmente preto ou sépia, ou cores ocres e verdes; daí sua identificação com o nanquim e o bistre), mediante esfumados. Aplica-se normalmente com pincel. A dificuldade e beleza desta técnica, dependem da habilidade para diluir corretamente a tinta e plasmar sobre o desenho as diferentes gamas, variando entre a luz intensa e a sombra total. Tradicionalmente utilizam-se as cores da aquarela, mas com um maior protagonismo da cor branca, "intervindo na preparação de todos os demais", e contribuindo assim à opacidade característica da aguada. Também, sobretudo em Oriente, se utiliza a tinta nanquim, ainda que esta resulta menos dúctil (produz saltos ou cortes no tom do degradê). Há que começar pintando o mais brilhante e indo sucessivamente para o escuro, já que as capas se sobrepõem umas em cima de outras. Guarda em comum com a aquarela, além do mais, o papel, que deve ter a espessura suficiente para não empenar, ainda que também pode se pintar sobre cartão (previamente colado), e inclusive sobre tela, "com preparações de cola". Também se chama assim à pintura realizada com esta técnica.